# Донецкий отряд красной гвардии
Донецкий (Криворожский) отряд красной гвардии — паравоенное формирование периода Гражданской войны на Криворожье.

## История
Образован в сентябре 1917 года на основе красногвардейского отряда Донецкого рудника, в состав которого влились красногвардейцы местечка Широкого, Ингульца, Добровольского и Ушаковского рудников южной части Криворожского железорудного бассейна.
На март 1918 года отряд насчитывал до 700 бойцов пехотных подразделений и кавалерийского эскадрона, имел несколько орудий, 10 пулемётов. Охранял промышленные объекты и рабочие посёлки. В январе 1918 года отряд участвовал в Криворожском вооружённом восстании.
Отряд вступил в бой с немецко-австрийскими оккупационными войсками на подступах к Кривому Рогу. В районе Радушного был доукомплектован до 1000 штыков и 100 сабель при 17 пулемётах. При отступлении от Радушного на Александровск (Запорожье) количество кавалеристов доукомплектовано до 500. Отряд с боями отступал через Никополь, принял участие в боях под Александровском, Пологами, Волновахой, у станции Синельниково, под Ростовом. В районе Дона отряд сохранял численность до 1000 человек, из которых 500 конников. В районе Батайска конная часть отряда перешла через Дон и влилась в Северо-Кубанскую дивизию 11-й армии Южного фронта. пехота отошла к Царицыну и участвовала в его обороне в 1918—1919 годах. Отсутствие необходимой боевой выучки и низкий уровень командиров привели к большим потерям — на Царицынском фронте выбыло из строя около 60 % личного состава. Остатки отряда были влиты в 6-й Царицынский полк.

## Характеристика
Командир отряда — Кирилюк, заместитель — И. М. Мороз, начальник штаба — М. В. Деревянко, а так же Грибович и Карп Мироненко.